# Tionin
Tioniner är en "familj" av polypeptider som finns i högre växter. De består av upp till 50 aminosyror, varav 4-8 är cysteiner. Cysteinerna är kopplade till varandra via disulfidbindningar. Vissa tioniner har en cytotoxisk ("cellgiftig") effekt vilket gör dem intressanta ur läkemedelsutvecklingssynpunkt inom cancerbehandling. En teori är att tioninerna är inblandade i växternas biokemiska försvar då de hämmar infektioner av bakterier och svampar.

## Förekomst
Tioniner upptäcktes först som en svavelhaltig förening i vete. Senare studier har påvisat att de förekommer inom flera olika växtfamiljer, exempelvis Liliaceae (liljeväxter), Poaceae (gräsväxter), Ranunculaceae (ranunkelväxter), Brassicaceae (kålväxter), Polygonaceae (slideknäväxter), Lamiaceae (kransblommiga växter), sandelträdsväxter.